# Chery eQ1
La Chery eQ1 (nome in codice S51) è una piccola autovettura elettrica prodotta dal 2017 dalla casa automobilistica cinese Chery Automobile.

## Storia
Originariamente chiamata con il codice progettuale Chery S51 EV, la vettura viene svelata ufficialmente nel fine 2016 ed è il primo prodotto della neonata divisione Chery New Energy dedicata alla progettazione e alla produzione di veicoli ibridi ed elettrici. Tuttavia la produzione del modello parte solo nel 2017 e viene ribattezzata Chery eQ1, seguendo la nomenclatura introdotta dalla Chery eQ (la versione elettrica della QQ).
Lunga 3,20 metri è basata sullo stesso pianale della eQ ma accorciato nel passo e con una scocca inedita in alluminio e materiali compositi per ridurre il peso. L'abitacolo possiede solo due posti. É alimentata da un motore elettrico sincrono a magneti permanenti che eroga 30 kW (40 CV) e 120 N⋅m di coppia massima. La velocità massima è limitata elettronicamente a 100 km/h. La batteria agli ioni di litio da 30,6 kWh garantisce una autonomia NEDC pari a 250 km.
La Chery eQ1 era inizialmente venduta attraverso il servizio di car sharing elettrico EvCard in Cina e solo dal 2018 è stata posta in vendita anche per i clienti privati.
La ricarica richiede dalle 5 alle 7 ore utilizzando un caricabatterie da 6,6 kW, mentre la ricarica rapida AC dal 30% all'80% della batteria richiede 30-50 minuti.
Nel 2019 viene presentata al Salone di Shanghai un aggiornamento per la eQ1 che porta al debutto nuovi fanali a LED anteriori, nuovo logo Chery New Energy a sfondo blu, abitacolo a quattro posti con due di fortuna posteriori e batteria con capacità aumentata a 38 kWh e 301 km di autonomia (ciclo NEDC).
Nel giugno 2021 viene prodotto l’esemplare numero 200.000.

## Mercati esteri
La vettura è importata in Italia dall'azienda DR Automobiles e venduta, dopo una serie di opportune modifiche per il mercato nazionale, con il nome di DR 1.0.